# Exaeretia preisseckeri
Exaeretia preisseckeri is een vlinder uit de familie grasmineermotten (Elachistidae). De wetenschappelijke naam is voor het eerst geldig gepubliceerd in 1937 door Rebel.
De soort komt voor in Europa.